# Walter Castor

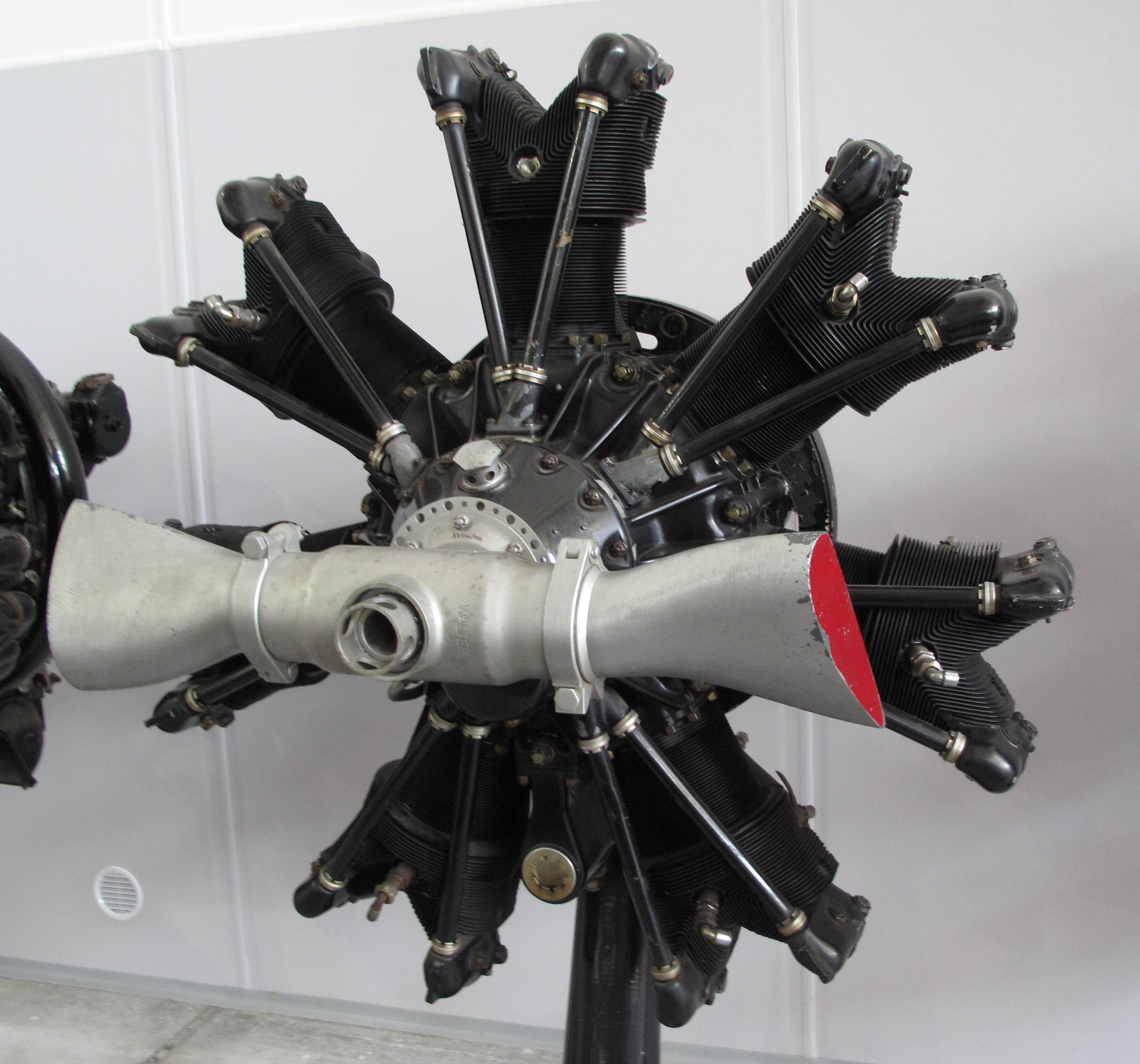
Walter Castor (1929) im Luftfahrtmuseum Kbely

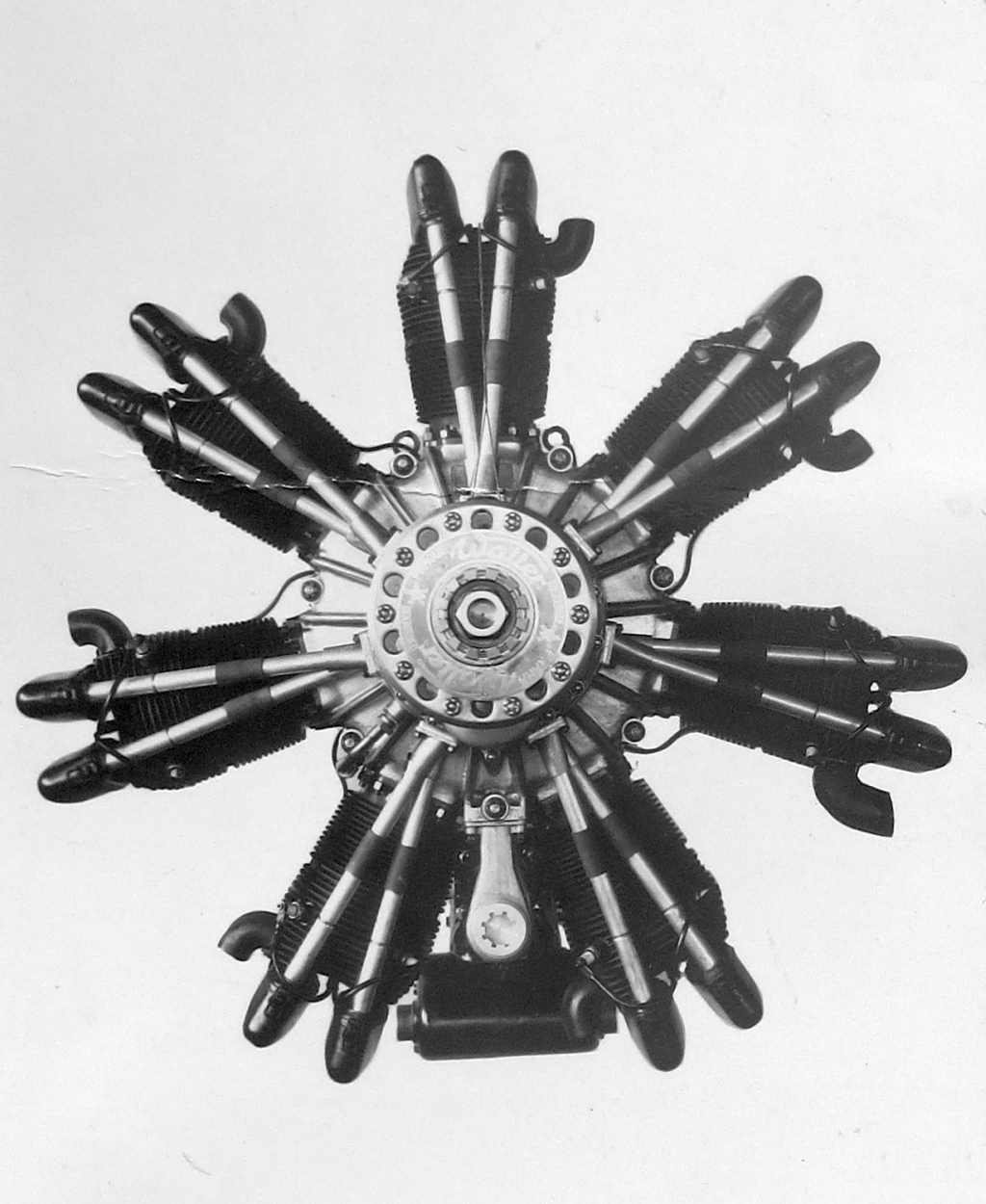
Walter Castor II, 1932

Der Walter Castor ist ein Flugmotor des tschechoslowakischen Herstellers Walter Motors a.s.

## Entwicklung
Die erste Ausführung des Walter Castor wurde 1929 entwickelt. 1932 erschien der leistungsgesteigerte Castor II. Eine auf neun Zylinder erweiterte Version wurde 1937/1938 unter dem Namen Super-Castor konstruiert. Im Gegensatz zu den vorherigen Ausführungen war sie mit einem Umlauf-Untersetzungsgetriebe, Höhenlader und automatischer Gemisch- und Ladedruckregelung ausgestattet.

## Aufbau
Der luftgekühlte Siebenzylinder-Viertakt-Sternmotor besteht aus Stahllaufbuchsen mit ausgedrehten Rippen, Zylindern mit Leichtmetallköpfen und besitzt eine Trockensumpf-Umlaufschmierung. Jeder Zylinder verfügt über zwei Ventile, die durch die Nockenscheibe über Stoßstangen und Schwinghebel gesteuert werden, außerdem über ein Haupt- sowie angelenkte Nebenpleuel. Die Kurbelwelle ist geteilt und läuft in zwei Roll- und einem Axialkugellager.

## Nutzung

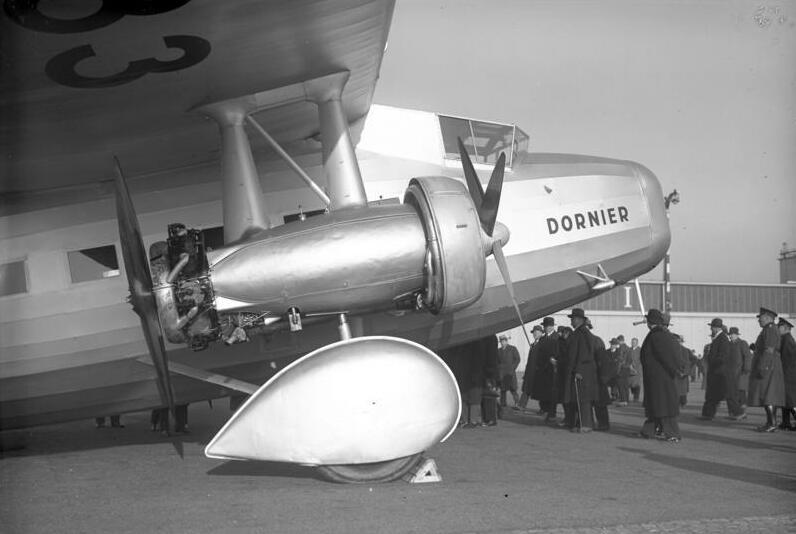
Walter Castor im Einsatz an der Do K3, 1932

- Aero A-35
- Aero A-211
- Aero A-304
- Avia B-122
- Avia F.VIIb/3m
- Caproni Ca.113
- Dornier Do K
- Fieseler F 1 Tigerschwalbe
- Letov Š-28
- Savoia-Marchetti S.71

## Technische Daten

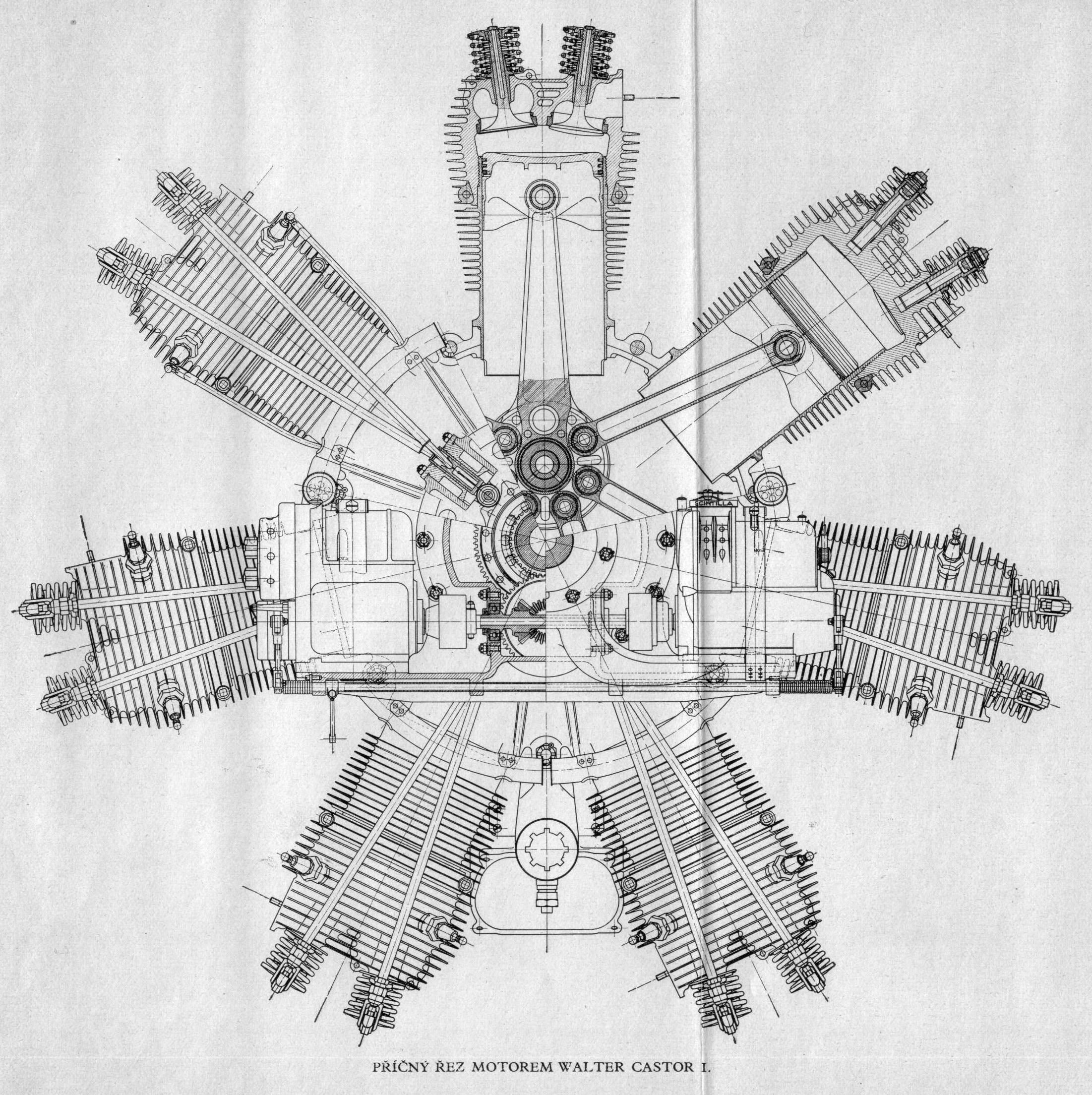
Schnittzeichnung Walter Castor I

| Kenngröße             | Walter Castor II             | Walter Super-Castor I-MR     |
| --------------------- | ---------------------------- | ---------------------------- |
| Bohrung               | 135 mm                       | 135 mm                       |
| Hub                   | 170 mm                       | 146 mm                       |
| Hubraum               | 17,0 l                       | 18,8 l                       |
| Verdichtung           | 6,0:1                        | 6,0:1                        |
| Länge                 | 1280 mm                      | k. A.                        |
| Durchmesser           | 1260 mm                      | 1190 mm                      |
| Nennleistung          | 275 PS (202 kW) bei 1800/min | 400 PS (294 kW) bei 2200/min |
| Vollleistung          | 300 PS (221 kW) bei 2000/min | 450 PS (331 kW) bei 2400/min |
| Trockengewicht        | 266 kg                       | 360 kg                       |
| Leistungsgewicht      | 0,88 kg/PS                   | 0,78 kg/PS                   |
| Hubraumleistung       | 17,6 PS/l                    | 27,1 PS/l                    |
| Kraftstoffverbrauch   | 68 kg/h                      | 116 kg/h                     |
| Schmierstoffverbrauch | 3 kg/h bei 275 PS (202 kW)   | 8 kg/h bei 430 PS (316 kW)   |
| Oktanzahl             | 75                           | 85                           |